# حكومة تانسو تشيلر الثانية
حكومة تانسو تشيلر الثانية أو حكومة الجمهورية التركية الـ51 (بالتركية: Türkiye Cumhuriyeti 51. Hükümeti) كانت حكومة أقليّة تشكلت في (5 أكتوبر 1995 - 30 أكتوبر 1995) بقيادة تانسو تشيلر.

## قائمة الحكومة
| المنصب                        | الاسم                 |
| ----------------------------- | --------------------- |
| رئيس الوزراء                  | تانسو تشيلر           |
| وزير الدولة                   | عمر بارودجو           |
| وزير الدولة                   | جاويد جاغلار          |
| وزير الدولة                   | محمد سليم أنصار أوغلو |
| وزير الدولة                   | علي إسلام أوغل        |
| وزير الدولة                   | رفاعي شاهين           |
| وزير الدولة                   | محمد باتالي           |
| وزير الدولة                   | نجم الدين جواهر       |
| وزير الدولة                   | أيكون دوغان           |
| وزير الدولة                   | باقي توغ              |
| وزير الدولة                   | أشلاي سايغن           |
| وزير الدولة                   | أحمد كراتلي أوغلو     |
| وزير الدولة                   | محمد علي يلماز        |
| وزير الدولة                   | أيفاز غوك دمير        |
| وزير العدل                    | بكر سامي داتش         |
| وزير الدفاع الوطني            | وفاء تانر             |
| وزير الشؤون الداخلية          | ناهد منتشي            |
| وزير الشؤون الخارجية          | علي كراجا             |
| وزير المالية والجمارك         | عصمت عطاء الله        |
| وزير التربية الوطنية          | تورهان تايا           |
| وزير الأشغال العامة والتسوية  | تونتش بيلغد           |
| وزير الصحة                    | دوغان باران           |
| وزير المواصلات                | علي إرك               |
| وزير الزراعة والشؤون الريفية  | نافيز كورت            |
| وزير العمل والضمان الاجتماعي  | أتيش اميكلي أوغلو     |
| وزير الصناعة والتجارة         | عبد الباقي أتاتش      |
| وزير الطاقة والموارد الطبيعية | شيناسي التنر          |
| وزير الثقافة                  | كوكسال توبتان         |
| وزير السياحة                  | بلال غونغور           |
| وزير البيئة                   | حمدي أورش بنارلار     |
| وزير الغابات                  | حسن إيكنجي            |